# 지안현
지안현(한국어: 길안현, 중국어: 吉安县, 병음: Jí'ān Xiàn)은 중화인민공화국 장시성 지안 시의 현급 행정구역이다. 넓이는 2111km2이고, 인구는 2007년 기준으로 450,000명이다.

## 행정 구역
11개 진, 8개 향을 관할한다.
- 진: 敦厚镇 , 永阳镇 , 天河镇 , 横江镇 , 固江镇 , 万福镇 , 永和镇 , 桐坪镇 , 凤凰镇 , 油田镇 , 敖城镇
- 향: 北源乡 , 大冲乡 , 浬田乡 , 梅塘乡 , 登龙乡 , 安塘乡 , 官田乡 , 指阳乡